# Ragnar Granit
Ragnar Arthur Granit, finsko-švedski fiziolog in akademik, Nobelovec, * 30. oktober 1900, Riihimäki, Finska, † 12. marec 1991, Stockholm, Švedska.
Granit je za svoje delo na področju delovanja vidnega sistema leta 1967 prejel Nobelovo nagrado za fiziologijo ali medicino, skupaj s Haldanom K. Hartlineom in z Georgeom Waldom.

## Življenjepis
Rodil se je v družini švedskega porekla v kraju Vantaa blizu Helsinkov na Finskem. Šolal se je v Helsinkih, kamor se je preselila njegova družina in se leta 1919 vpisal na tamkajšnjo univerzo. Še kot dijak je sodeloval v Finski osamosvojitveni vojni in bil tudi odlikovan. Odločil se je za študij eksperimentalne psihologije, čemur je po nasvetu strica dodal še medicino. Magistriral je leta 1923.
Že med študijem medicine se je pričel ukvarjati z vidnim sistemom živali; ko je spoznal, da bi mu lahko fiziologija dala boljšo podlago za to delo kot psihologija, je sprejel mesto demonstratorja na Fiziološkem inštitutu univerze. Naziv doktorja medicine je pridobil leta 1927, dve leti kasneje pa je postal docent fiziologije. Medtem se je eno leto izpopolnjeval v Sherringtonovem laboratoriju v Oxfordu, kamor se je vrnil še med letoma 1932 in 1933 s podporo Rockefellerjevega sklada. Med letoma 1929 in 1931 je na povabilo Detleva Bronka deloval na Univerzi Pensilvanije v ZDA.
Po vrnitvi na Finsko je leta 1935 postal profesor fiziologije. Ko je izbruhnila zimska vojna med Finsko in Sovjetsko zvezo, je dobil zdravniško zadolžitev v treh otoških občinah v Baltskem morju, kar je vključevalo tudi oporišča na teh otokih. Leta 1940, po koncu vojne, je bil povabljen na Univerzo Harvard in švedski Karolinski inštitut. Odločil se je za selitev v Stockholm, kar mu je zaradi švedske nevtralnosti omogočilo razmeroma mirno nadaljevanje raziskav. Pridobil je švedsko državljanstvo, poleg katerega je obdržal tudi finsko. Po drugi svetovni vojni je inštitut njegov laboratorij spremenil v oddelek in zanj zgradil nove prostore. Od leta 1946 dalje je njegove raziskave neposredno financiralo Ministrstvo za izobraževanje. Kot častni profesor se je upokojil leta 1967.

## Raziskovalno delo
Njegovo zgodnje delo je navdihnila teorija Ramóna y Cajala o očesni mrežnici kot »pravem živčnem središču«. Na Univerzi Pensilvanije je raziskoval vpliv jakosti svetlobe in velikosti osvetljenega območja mrežnice na fuzijsko frekvenco, tj. frekvenco utripanja, pri kateri oko zazna dva svetlobna bliska kot enega. Leta 1930 sta s Harperjem ugotovila, da frekvenca narašča z logaritmom osvetljenega območja, kar po njima imenujemo Granit-Harperjev zakon. Po vrnitvi v Helsinke se je posvetil elektrofiziološkim meritvam mrežnice, saj je bil mnenja, da opazovani pojavi izvirajo v mrežnici. V ta namen je razvil tudi primerne ojačevalnike in merilne priprave. V Oxfordu so si s kolegi medsebojno merili elektroretinograme (ERG) - sumarične električne pojave na mrežnicah, kasneje pa se je lotil sistematične analize komponent ERG-ja mačjega očesa in njihove primerjave s proženjem očesnega živca.
S sistematičnim preučevanjem lastnosti odziva mrežnice je nadaljeval po selitvi v Stockholm. Meril je adaptacijo in občutljivost različnih tipov čepnic na različne valovne dolžine svetlobe ter proženje ganglijskih celic v mrežnici.
V kasnejši karieri se je preusmeril na živčne procese, ki igrajo vlogo pri motoriki. V hrbtenjači je s tehnikami, ki jih je razvil, meril proženje akcijskih potencialov, s čimer preučeval medsebojno ekscitacijo in inibicijo udeleženih nevronov, pomembno za nadzor gibov.

## Priznanja
Za svoje delo je poleg Nobelove nagrade prejel več priznanj. Izvoljen je bil za tujega člana Kraljeve družbe iz Londona in več akademij ter strokovnih združenj. Med letoma 1963 in 1965 je deloval kot predsednik Kraljeve švedske akademije znanosti.